# Ґермантська сторона
«Ґермантська сторона» (фр. Le côté de Guermantes; 1921–1922) — третій роман з циклу «У пошуках втраченого часу» французького письменника Марселя Пруста .

## Сюжет
«Ґермантська сторона» займає в романі центральне місце, пов'язуючи старі сюжетні нитки попередніх томів з наміченими новими, докладно описаними в наступних чотирьох книгах. Головний герой роману вже пройшов через стадію юнацтва. Він вже має певний досвід у сердечних справах, і тепер готовий цілком присвятити себе повноцінній соціалізації в дорослому житті. Прообразом Германтів стало знатне французьке сімейство Ревейон. Прізвище «Германтів» було обране Прустом невипадково. Воно немов навіває спогади про період ранньосередньовічної Франції, коли країною правили переважно німецькі феодали, що стали родоначальниками більшості наступних поколінь французької знаті. Третя книга присвячена описові звичаїв і традицій французького вищого суспільства, з якими стикається головний герой. Життя світських левів і левиць не таке вже й райдужне, як здається на перший погляд, позаяк представники цього прошарку суспільства постійно носять маски, грають відведені їм ролі навіть тоді, коли це нікому не потрібно. У книзі присутня соціальна критика з численними ліричними замальовками і різними філософськими відступами. «Ґермантська сторона» — це книга про поезію снобізму, відчуту вразливою душею молодика, який ступив на «потертий коцик» палацу Ґермантів.